# Marica Marolt Gomišček
Marica Marolt-Gomišček, slovenska zdravnica infektologinja, * 10. oktober 1929, Ljubljana.
Na Medicinski fakulteti v Ljubljani je diplomirala 1954, specialistični izpit je opravila 1967 in doktorirala 1974. Leta 1987 je bila izvoljena za redno profesorico na Medicinski fakulteti v Ljubljani. V 2. vladi Republike Slovenije je bila namestnica ministra za zdravstvo. Strokovno se je izpopolnjevala na klinikah v Los Angelesu, Springfieldu in Kansas Cityjuj.